# رتبه‌سنجی اعتباری
رتبه‌سنجی یا رتبه‌بندی اعتباری (انگلیسی: Credit rating) روشی برای سنجش اعتبار ریسک اعتباری است که توسط آژانس‌های سنجش اعتبار دربارهٔ اعتبار شرکت‌ها، دولت‌ها، نهادها، سازمان‌های دولتی، موسسه‌های مالی و بنگاه‌های اقتصادی، اعلام می‌شود. رتبه‌سنجی در حقیقت مبانی لازم را برای مقایسه ریسک اعتباری یک بنگاه اقتصادی با بنگاه‌های اقتصادی دیگر فراهم می‌سازد.
هدف عمده رتبه‌سنجی اعتبار فراهم کردن اطلاعات برای سرمایه‌گذاران بالقوه بازارهای سرمایه نظیر اوراق قرضه می‌باشد. رتبه‌سنجی، چراغ راهنمای ریسک سرمایه‌گذاری است. به عبارت دیگر رتبه‌سنجی معیاری است از احتمال پرداخت به موقع سود اوراق قرضه به سرمایه‌گذاران (خریداران اوراق قرضه) به‌علاوه باز پرداخت اصل سرمایه در زمان پیش‌بینی شده. سرمایه‌گذاران در عمل سیاست سرمایه‌گذاری خود را بر مبنای رتبه‌سنجی اعتبار بنگاه‌های اقتصادی تنظیم می‌کنند، به عبارت دیگر میزان سرمایه‌ای را که شرکت‌های کارگزار می‌توانند برای خرید اوراق قرضه‌ای که رتبه‌ای کمتر از یک حد معین داشته باشد، محدود یا حتی آنان را از خرید اوراق قرضه مذکور بازدارند.
به‌علاوه رتبه سنجشی اوراق قرضه بنگاه‌های اقتصادی عامل تأثیرگذار و عمده در میزان بهره‌ای است که بنگاه یادشده باید برای تأمین منابع مالی مورد نیاز خود بپردازد. رتبه‌سنجی اعتبار در ابعاد گسترده‌تری پذیرفته شده و کاربردهای متنوعی یافته‌است. به‌عنوان مثال بانک‌ها می‌توانند بر مبنای رتبه اعتباری یک بنگاه اقتصادی، تصمیم بگیرند که به آن بنگاه اقتصادی اعتبار بدهند یا خیر و در صورت تأمین اعتبار با چه نرخ بهره‌ای. به عبارت دیگر نرخ حاشیه‌ای که یک بنگاه اقتصادی برای تأمین اعتبار باید روی نرخ بهره بین بانکی بپردازد تحت تأثیر سیستم رتبه‌سنجی اعتبار قرار می‌گیرد. عمده‌ترین موسسه‌های بین‌المللی رتبه‌سنجی اعتبار عبارتند از: استاندارد اند پورز، مودیز و فیچ ریتینگز.
| رتبه | رتبه پیشین | کشور       | امتیاز |
| ---- | ---------- | ---------- | ------ |
| ۱    | -          | سنگاپور    | ۸۸٫۶   |
| ۲    | -          | نروژ       | ۸۷٫۶۶  |
| ۳    | -          | سوئیس      | ۸۷٫۶۴  |
| ۴    | -          | دانمارک    | ۸۵٫۶۷  |
| ۵    | ▲۲         | سوئد       | ۸۵٫۵۹  |
| ۶    | ▼۱         | لوکزامبورگ | ۸۳٫۸۵  |
| ۷    | ▼۱         | هلند       | ۸۳٫۷۶  |
| ۸    | ▲۴         | فنلاند     | ۸۳٫۱   |
| ۹    | -          | کانادا     | ۸۲٫۹۸  |
| ۱۰   | ▲۱         | استرالیا   | ۸۲٫۱۸  |